# Destination Docklands
 (décembre 2019).
Si vous disposez d'ouvrages ou d'articles de référence ou si vous connaissez des sites web de qualité traitant du thème abordé ici, merci de compléter l'article en donnant les références utiles à sa vérifiabilité et en les liant à la section « Notes et références ».
Albums de Jean-Michel Jarre
Révolutions
(1988) En attendant Cousteau
(1990)
Jarre Live est un album live de Jean Michel Jarre, sorti en 1989. Il contient des extraits des deux concerts du même nom donnés aux docks de Londres les 8 et 9 octobre 1988.
Il existe deux versions de l'album, qui ne diffèrent que par la pochette et le nom : une première version, sortie en 1989 sous le nom de Jarre-Live, et une autre, Destination Docklands en 1996.

## Liste des pistes
| No  | Titre                                       | Durée |
| --- | ------------------------------------------- | ----- |
| 1.  | Introduction                                | 1:03  |
| 2.  | Ouverture                                   | 3:00  |
| 3.  | Révolution industrielle (Part I, II et III) | 5:45  |
| 4.  | Les Chants magnétiques II                   | 4:09  |
| 5.  | Oxygène Part IV                             | 3:46  |
| 6.  | Computer weekeend                           | 5:18  |
| 7.  | Révolutions                                 | 3:52  |
| 8.  | London Kid                                  | 4:57  |
| 9.  | Quatrième Rendez-Vous                       | 4:16  |
| 10. | Deuxième Rendez-Vous                        | 8:54  |
| 11. | September                                   | 4:45  |
| 12. | L’Émigrant                                  | 3:53  |

## Musiciens
- Jean-Michel Jarre : claviers
- Michel Geiss : claviers
- Dominique Perrier : claviers
- Francis Rimbert : claviers
- Sylvain Durand : claviers
- Guy Delacroix : basse
- Joseph Hammer : batterie
- Dino Lumbroso : percussions
- Christine Durand : soprano
- Hank Marvin : guitare sur London Kid et Quatrième Rendez-Vous
- Mireille Pombo : chant sur September
- Sori Bamba : direction des chœurs du Mali sur September
- Kudsi Erguner : flûte turque sur Revolutions
- Bruno Rossignol : direction des chœurs
- Xavier Bellenger : responsable musique technique
- Setsuko Yamada : danseur solo

## Anecdotes
- L'album ne contient pas l'intégralité du concert. La version vinyle ne contient pas non plus les titres London Kid et September, présents sur le CD. Tous les morceaux choisis ont été remaniés et les enregistrements mixés en studio pour les besoins de l'album, ce qui peut laisser apparaître des différences entre le disque et ce que le public a pu entendre.
- Le premier concert a été diffusé en direct sur NRJ, mais la qualité sonore était désastreuse en raison de l'écho important généré par la configuration du site.
- Lors du premier concert, la plupart des claviers avaient grillé, à cause des conditions météorologiques désastreuses qui ont failli faire annuler le concert. Cependant, Jean-Michel Jarre et son équipe réussirent à tenir le concert jusqu'au bout.
- Dans le public, on remarque la présence de la princesse Diana Spencer. En son honneur, Jean-Michel Jarre fit projeter pendant son concert des images du prince Harry.
- Jean-Michel Jarre a joué avec Hank Marvin, le leader des Shadows. Ce dernier intervient sur London kid et termine Quatrième Rendez-vous par un solo de guitare.
- Le concert devait utiliser huit boules à facettes géantes, mais seules sept furent livrées. La huitième s'échappa du camion dans le nord de la France et explosa. Un riverain, qui vit l'explosion sans en connaître l'origine, prévint alors les autorités, pensant que l'objet était tombé du ciel. Les Américains, qui savaient qu'un satellite soviétique était en difficulté, annoncèrent immédiatement via CNN que le satellite en question s'était écrasé dans le nord de la France. La BBC relaya immédiatement l'information, ce qui, ironiquement, interrompit une émission consacrée au concert de Jean-Michel Jarre.[réf. nécessaire]